# Fraunhoferjeve črte
Fraunhoferjeve črte so niz spektralnih absorpcijskih črt, poimenovanih po nemškem fiziku Josephu von Fraunhoferju (1787–1826). Črte so bile prvotno opažene kot temni deli (absorpcijske črte) v vidnem spektru Sonca (bela svetloba).

## Odkritje
Leta 1802 je angleški kemik William Hyde Wollaston prvi opazil pojav številnih temnih področij v sončnem spektru. Leta 1814 je Fraunhofer neodvisno ponovno odkril črte in začel sistematično proučevati in meriti valovne dolžine teh črt. Dokumentiral je več kot 570 črt. Glavne črte je označil s črkami od A do K, šibkejše črte pa z drugimi črkami. Sodobna opazovanja sončne svetlobe lahko zaznajo več tisoč črt. 
Približno 45 let kasneje sta Gustav Robert Kirchhoff in Robert Wilhelm Bunsen opazila, da več Fraunhoferjevih črt sovpada z emisijskimi črtami, značilnimi za spektre segretih elementov. Znanstvenika sta pravilno sklepala, da so temne črte v sončnem spektru posledica absorpcije kemičnih elementov v Sončevi atmosferi. 
Nekatere opazovane značilnosti so bile identificirane kot črte, ki izvirajo iz absorpcije molekul kisika v Zemljini atmosferi. 

## Poimenovanje
Glavne Fraunhoferjeve črte in elementi, s katerimi so povezane, so prikazani v naslednji preglednici: 
| Črta       | Element | Valovna dolžina (nm) |
| ---------- | ------- | -------------------- |
| y          | O2      | 898,765              |
| Z          | O2      | 822,696              |
| A          | O2      | 759,370              |
| B          | O2      | 686,719              |
| C          | Hα      | 656,281              |
| a          | O2      | 627,661              |
| D1         | Na      | 589,592              |
| D2         | Na      | 588,995              |
| D3 (ali d) | He      | 587,5618             |
| e          | Hg      | 546,073              |
| E2         | Fe      | 527,039              |
| b1         | Mg      | 518,362              |
| b2         | Mg      | 517,270              |
| b3         | Fe      | 516,891              |
| b4         | Mg      | 516.733              |

| Črta | Element | Valovna dolžina (nm) |
| ---- | ------- | -------------------- |
| c    | Fe      | 495,761              |
| F    | Hβ      | 486,134              |
| d    | Fe      | 466,814              |
| e    | Fe      | 438,355              |
| G′   | Hγ      | 434,047              |
| G    | Fe      | 430,790              |
| G    | Ca      | 430,774              |
| h    | Hδ      | 410,175              |
| H    | Ca+     | 396,847              |
| K    | Ca+     | 393,366              |
| L    | Fe      | 382,044              |
| N    | Fe      | 358,121              |
| P    | Ti+     | 336,112              |
| T    | Fe      | 302,108              |
| t    | Ni      | 299,444              |

Fraunhoferjeve črte C, F, G′ in h ustrezajo črtam alfa, beta, gama in delta Balmerjeve serije emisijskih linij atoma vodika. Fraunhoferjeve oznake (črke) se za te črte zdaj redko uporabljajo. 
Črti D1 in D2 tvorita dobro znani "natrijev dublet", katerega središčna valovna dolžina (589,29 nm) je označena s črko "D". Zgodovinska oznaka za to črto se je ohranila in se uporablja tudi za prehode med osnovnim in prvim vzbujenim stanjem vseh drugih atomov alkalijskih kovin. Črti D1 in D2 ustrezata delitvi vzbujenih stanj s fino strukturo. Oznaka lahko povzroči nekaj zmede, ker je vzbujeno stanje za ta prehod stanje P  in ne višje stanje D. 
Fraunhoferjevi črki H in K se še vedno uporabljata za dublet kalcijaII v vijoličnem delu spektra, ki je pomemben v astronomski spektroskopiji. 
V strokovni  literaturi je nekaj neskladnih oznak črt. Fraunhoferjeva črta d, na primer,  se lahko nanaša na modrozeleno črto železa z valovno dolžino 466,814 nm ali alternativno na rumeno črto helija z valovno dolžino 587,5618 nm, označeno tudi z D3. Podobna je tudi dvoumnost črte e, saj se lahko nanaša na spektralno črto železa (Fe) in živega srebra (Hg). Da bi se dvoumnosti odpravile, se k črki pripiše simbol pripadajočega elementa.  
Zaradi svojih dobro definiranih valovnih dolžin se Fraunhoferjeve črte pogosto uporabljajo za določanje standardnih valovnih dolžin za merjenje lomnega količnika in disperzijskih lastnosti optičnih materialov.